# Ligne D du métro de Los Angeles
Pour les articles homonymes, voir Ligne D.
La ligne D (en anglais : D Line) est une ligne du métro de Los Angeles reliant Downtown Los Angeles à Koreatown. Mise en service en 1993, elle ne devient une ligne à part entière qu'en 2006, lorsqu'elle se détache de la ligne rouge (actuelle ligne B), jusque-là exploitée avec deux branches.
Avant 2020, la ligne est nommée ligne violette (Purple Line),. Un prolongement de la ligne est en cours vers Westwood, à l'ouest : un total de sept stations sur une distance de 14 kilomètres seront ajoutées, les trois premières stations devant ouvrir en 2025. Elle et la ligne B, avec laquelle elle a un tronçon commun, sont les seules lignes du réseau à ne pas être desservies par des métros légers.

## Histoire
Les premières stations de la ligne D sont officiellement mises en service le 30 janvier 1993, soit les stations de Union Station jusqu'à Westlake/MacArthur Park, sur la ligne rouge, depuis renommée ligne B. Une première extension de la ligne est inaugurée le 13 juillet 1996 et allonge le tracé de trois nouvelles stations vers l'ouest, soit les stations entre Wilshire/Vermont et Wilshire/Western. Une deuxième extension de la ligne à partir de Wilshire/Vermont vers Hollywood est inaugurée le 12 juin 1999, sur l'actuelle ligne B. 

### Naissance de la ligne D
La ligne rouge (désormais ligne B) se trouve donc constituée de deux branches distinctes qui continuent de porter le même nom jusqu'en 2006, année lors de laquelle la branche sud vers Wilshire/Western devient la ligne violette (désormais ligne D), une ligne à part entière qui partage néanmoins plusieurs points d'arrêt avec la ligne rouge, soit les stations entre Union Station et Wilshire/Vermont.     
En 2020, la LACMTA annonce que toutes les lignes du réseau de métro seront dorénavant nommées selon un système alphabétique. La ligne violette devient donc la ligne D, quatrième lettre de l'alphabet latin, qui fait également référence à son ordre d'inauguration parmi les lignes du réseau. 

### Prolongement de la ligne vers l'ouest

Prolongement de la ligne D vers Westwood.

L'actuel prolongement de la ligne vers l'ouest est constitué de l'ajout de sept stations sur 14 kilomètres, les trois premières stations devant ouvrir en 2025 (initialement 2023) et le projet devant être terminé en 2027. Il desservira les quartiers de Mid-Wilshire, Century City, Westwood et la ville de Beverly Hills. Les stations projetées sont Wilshire/La Brea, Wilshire/Fairfax et Wilshire/La Cienega (phase 1), Wilshire/Rodeo et Century City/Constellation (phase 2) dont l'ouverture est prévue en 2026 et Westwood/UCLA et Westwood/VA Hospital (phase 3) dont l'ouverture est prévue en 2027.

## Tracé et stations

### Tracé
La ligne D dessert les quartiers de Downtown Los Angeles, Westlake, Koreatown et Mid-Wilshire. Son tracé est entièrement souterrain. Elle emprunte sur la majorité de son tracé les mêmes points d'arrêt que la ligne B, à l'exception des stations Wilshire/Western et Wilshire/Normandie. Une correspondance avec les lignes A et E est possible à 7th Street/Metro Center et avec la ligne A à Union Station.

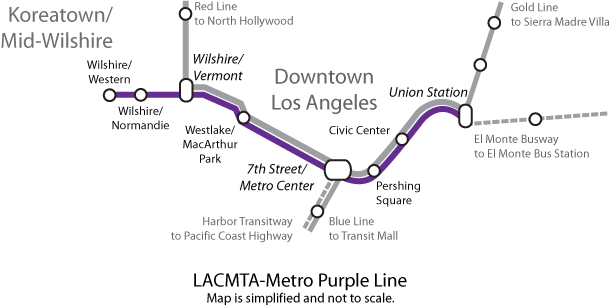
Tracé de la ligne D.

### Liste des stations
Les stations de la ligne sont présentées d'est en ouest :
|  |   |  | Station                 | Coordonnées                   | Localisation           | Correspondances                                                                                     |
|  | - |  | ----------------------- | ----------------------------- | ---------------------- | --------------------------------------------------------------------------------------------------- |
|  | • |  | Wilshire/Western        | 34° 03′ 42″ N, 118° 18′ 33″ O | Mid-Wilshire/Koreatown | |
|  | • |  | Wilshire/Normandie      | 34° 03′ 42″ N, 118° 18′ 01″ O | Mid-Wilshire/Koreatown | |
|  | o |  | Wilshire/Vermont        | 34° 03′ 25″ N, 118° 16′ 35″ O | Mid-Wilshire/Koreatown | Ligne B du métro de Los Angeles                                                                     |
|  | o |  | Westlake/MacArthur Park | 34° 03′ 25″ N, 118° 16′ 35″ O | Westlake               | Ligne B du métro de Los Angeles                                                                     |
|  | o |  | 7th Street              | 34° 02′ 55″ N, 118° 15′ 31″ O | Financial District     | Ligne A du métro de Los Angeles · Ligne B du métro de Los Angeles · Ligne E du métro de Los Angeles |
|  | o |  | Pershing Square         | 34° 02′ 58″ N, 118° 15′ 04″ O | Downtown               | Ligne B du métro de Los Angeles                                                                     |
|  | o |  | Civic Center            | 34° 03′ 15″ N, 118° 14′ 48″ O | Civic Center           | Ligne B du métro de Los Angeles                                                                     |
|  | o |  | Union Station           | 34° 03′ 21″ N, 118° 14′ 03″ O | Downtown               | Ligne A du métro de Los Angeles · Ligne B du métro de Los Angeles                                   |

1. ↑  Pour alléger le tableau, seules les correspondances notables sont indiquées.

## Exploitation

### Desserte

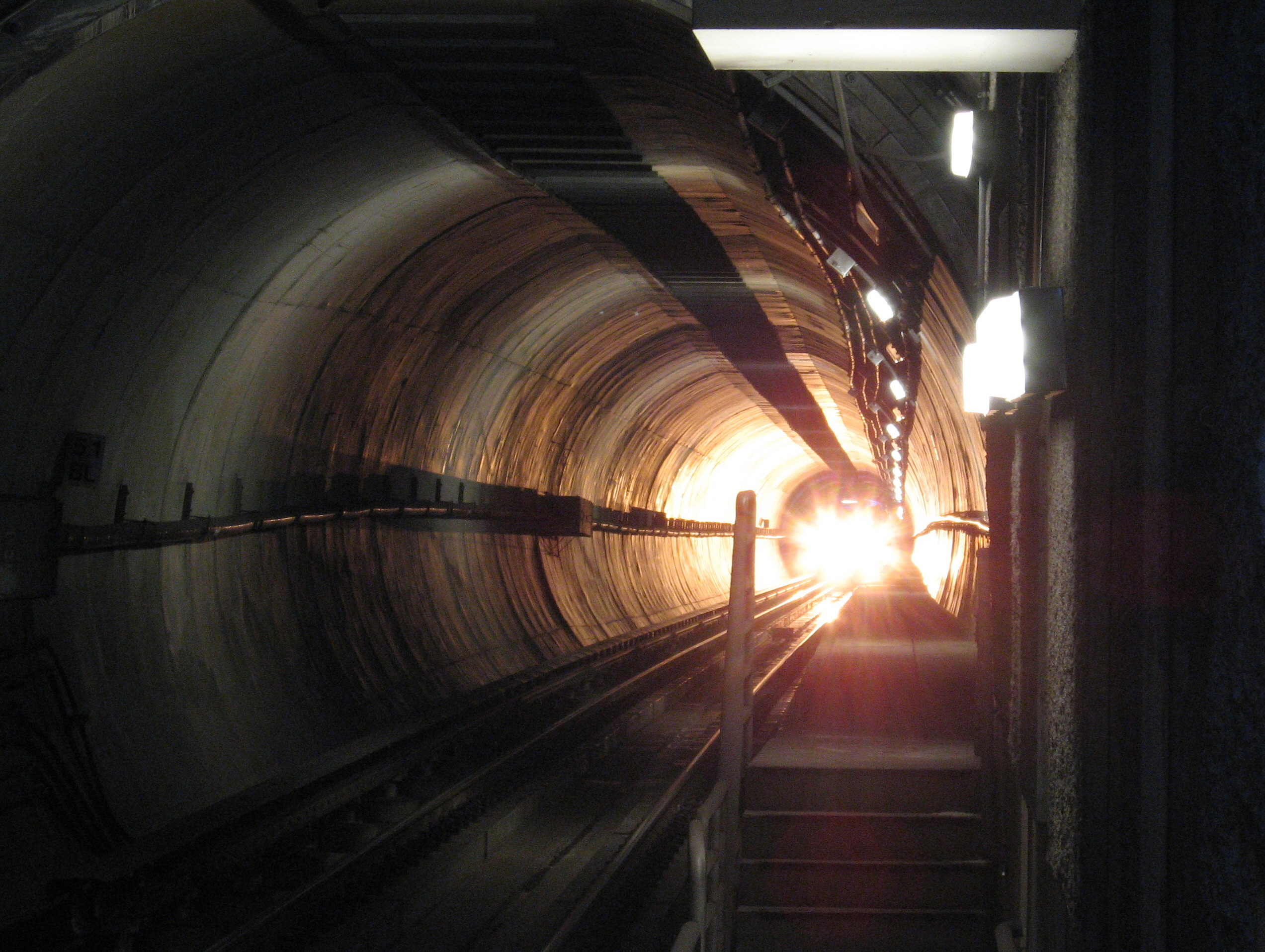
Tunnel.

Il faut en moyenne 13 minutes pour relier la station de Wilshire/Western à celle de Union Station.

### Matériel roulant
La ligne est équipée de rames Breda A650.
Ces rames seront bientôt remplacées par des CRRC HR2400.

### Tarification et financement
La tarification de la ligne est identique à celle en vigueur sur l'ensemble du réseau métropolitain.
Le financement du fonctionnement de la ligne est assuré par la LACMTA.